# Gravtjärnen (Malå socken, Lappland)
Gravtjärnen är en sjö i Malå kommun i Lappland och ingår i Skellefteälvens huvudavrinningsområde.